# Bricket Wood
Bricket Wood is een plaats in het bestuurlijke gebied St Albans, in het Engelse graafschap Hertfordshire. De plaats telt 4.093 inwoners.
Even ten noorden van het dorp ligt het naturisten-resort Spielplatz.